# Somonino (gmina)
Somonino (do 1954 gmina Goręczyno) – gmina wiejska w województwie pomorskim, w powiecie kartuskim. W latach 1975–1998 gmina położona była w województwie gdańskim.
Obszar gminy został podzielony między 16 sołectw: Borcz, Egiertowo, Goręczyno, Hopowo, Kamela, Kaplica, Ostrzyce, Piotrowo, Połęczyno, Ramleje, Rąty, Rybaki, Sławki, Somonino, Starkowa Huta, Wyczechowo.
Siedziba gminy to Somonino.
Według danych z 30 czerwca 2022 gminę zamieszkiwały 11 204 osoby.
Gmina jest gminą dwujęzyczną - według danych pochodzących ze spisu powszechnego przeprowadzonego w 2002 roku, 30,8% ludności gminy posługuje się językiem kaszubskim.

## Historia terenów wchodzących w skład dzisiejszej gminy
Miejscowości tworzące obecną gminę Somonino powstały w 2 głównych rzutach osadniczych. Istnienie pierwszego z nich zostało potwierdzono w źródłach w roku 1241, w czasach książąt pomorskich. Dotyczył on wsi Somonino, Goręczyno, Ostrzyce, Połęczyno, Borcz, Rąty, Wyczechowo i Sławki. Metryka tych miejscowości może być znacznie wcześniejsza, rok 1241 dotyczy jedynie pierwszej o nich wzmianki w źródłach pisanych. Zapis ten potwierdza również ich funkcjonowanie w ramach pomorskiej kasztelanii goręczyńskiej. Ludność tych miejscowości była słowiańska, a dokładniej mówiąc pomorska, czyli według dzisiejszej nomenklatury kaszubska.
Drugi znaczący rzut osadniczy miał miejsce w XVII w., gdy teren dzisiejszej gminy Somonino był częścią Prus Królewskich należących do I Rzeczpospolitej. W tym okresie powstawały na miejscu trzebionych lasów liczne 'huty' tj. Egiertowa Huta (Egiertowo), Kapelowa Huta (Kaplica), Rybacka Huta (Rybaki), Piotrowa Huta (Piotrowo), Starkowa Huta oraz Hopowo i Kamela. Historyczne określenie huta, nie miało wówczas współczesnego znaczenia dużego, przemysłowego zakładu wytopu stali. Dotyczyło one miejsc w karczowanych lasach, gdzie pnie z wyrąbywanego boru palono uzyskując smołę, węgiel drzewny, popiół, dziegieć i, w niektórych lokalizacjach, szkło. Wsie te zostały głównie zasiedlone przez Niemców wyznania ewangelickiego sprowadzanych przede wszystkim z terenu Pomorza Zachodniego. Przybyli oni z inicjatywy bądź kartuskiego zakonu dążącego do zagospodarowania należących do niego rozległych terenów leśnych, bądź starostów kościerskich.
Z tego schematu osadniczego, spośród wsi sołeckich gminy Somonino, wyłamują się tylko Ramleje, które powstały w XIX w. Był to czas przynależności terenów gminy do Królestwa Prus. W miejscowości od początku jej istnienia zdecydowanie dominowała ludność kaszubska.
Ten, w głównej mierze dwuetapowy, rozwój osadnictwa spowodował, że na przełomie XIX i XX w., oprócz zasiedziałej na tym terenie, już od czasów wczesnego średniowiecza, ludności kaszubskiej istotną część mieszkańców stanowili potomkowie osadników niemieckich z początku XVII w. Wg danych zawartych w Statystce ludności kaszubskiej Stefana Ramułta Niemcy stanowili blisko połowę (tj. ok. 48%) mieszkańców terenów dzisiejszej gminy. Ludność ta, w rezultacie rozpętanej przez hitlerowców wojny, została wysiedlona po roku 1945. 
W okresie powojennym w strukturze etnicznej gminy zdecydowanie dominowali Kaszubi. Wg badań socjologicznych z pierwszych lat XXI w. stanowili oni 86 % mieszkańców gminy, a łącznie z "pół-Kaszubami" 97%.
Charakterystyczną cechą w dziejach terenów dzisiejszej gminy jest to, że największym ośrodkiem w okolicy było od czasów średniowiecza Goręczyno. Dopiero w roku 1954 funkcję stołecznego ośrodka gminy przejęło Somonino. Wzrost znaczenia Somonina i spadek Goręczyna wynikał z faktu, że wybudowana w 1901 r. linia kolejowa Kościerzyna - Kartuzy, jak i oddana do użytku w 1933 r. magistrala węglowa, została poprowadzona właśnie przez Somonino, omijając Goręczyno.

## Struktura powierzchni
Według danych z roku 2005 gmina Somonino ma obszar 112,27 km², w tym:
- użytki rolne: 53%
- użytki leśne: 36%

Gmina stanowi 10,02% powierzchni powiatu.

## Demografia

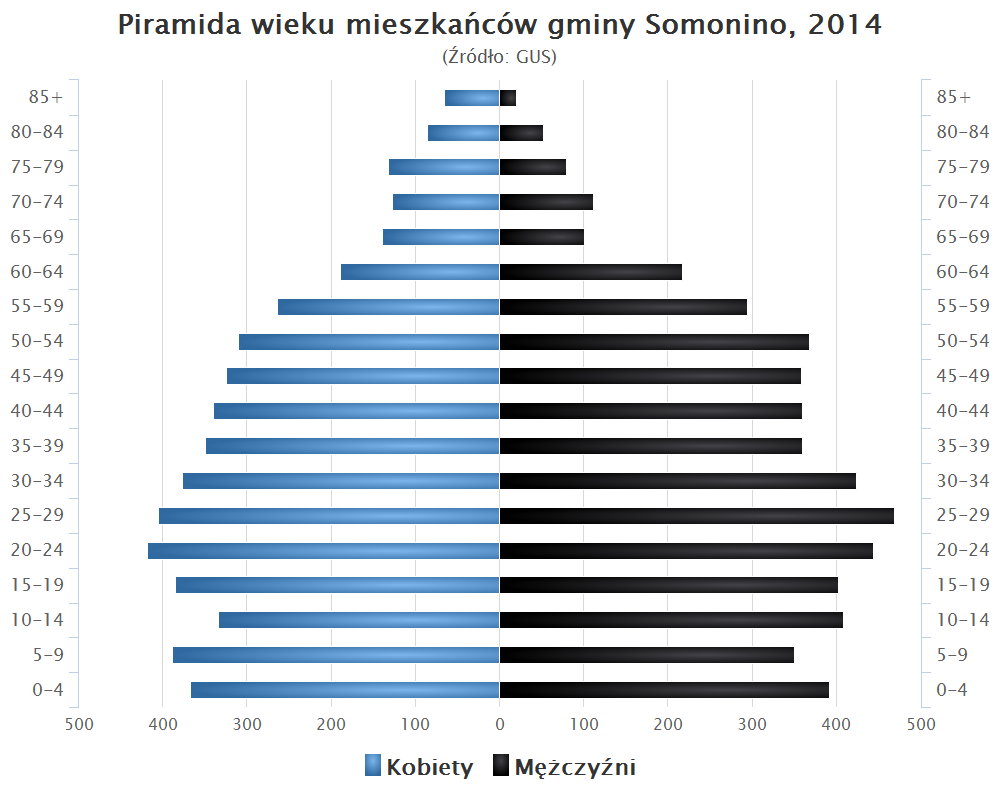
Piramida wieku mieszkańców gminy Somonino w 2014 roku

Dane z 30 czerwca 2004:
| Opis                              | Ogółem | Ogółem | Kobiety | Kobiety | Mężczyźni | Mężczyźni |
| --------------------------------- | ------ | ------ | ------- | ------- | --------- | --------- |
| jednostka                         | osób   | %      | osób    | %       | osób      | %         |
| populacja                         | 9066   | 100    | 4463    | 49,2    | 4603      | 50,8      |
| gęstość zaludnienia (mieszk./km²) | 80,8   | 80,8   | 39,8    | 39,8    | 41        | 41        |

## Położenie
Położona jest w środkowej części województwa pomorskiego na terenie Kaszubskiego Parku Krajobrazowego, u stóp wzniesień, zwanych Wzgórzami Szymbarskimi. Krajobraz urozmaica przepływająca rzeka Radunia, pełna ryb i ptactwa wodnego, tworząca zakola, atrakcyjna dla amatorów spływów kajakowych i wędkarzy. W letniskowej wsi Ostrzyce działają ośrodki wypoczynkowe. Gmina Somonino graniczy od północy z gminą Kartuzy, od północnego wschodu z gminą Żukowo, od zachodu z gminą Stężyca, od wschodu z gminą Przywidz, a od południa z gminą Kościerzyna. Najwyższy punkt terenu gminy (w okolicach wsi Kaplica) ma wysokość 296,2 m n.p.m., najniżej położone tereny (w dolinie rzeki Raduni) osiągają wysokość nieco powyżej 157 m n.p.m. Liczne obniżenia terenu, często wypełnione jeziorami i oczkami wodnymi, stanowią urozmaicenie krajobrazu, determinując jednocześnie rozwój przestrzenny gminy.

## Ochrona przyrody
- Kaszubski Park Krajobrazowy
- Rezerwat przyrody Stare Modrzewie

## Sąsiednie gminy
Kartuzy, Kościerzyna, Nowa Karczma, Przywidz, Stężyca, Żukowo